# Moldávia (Romênia)

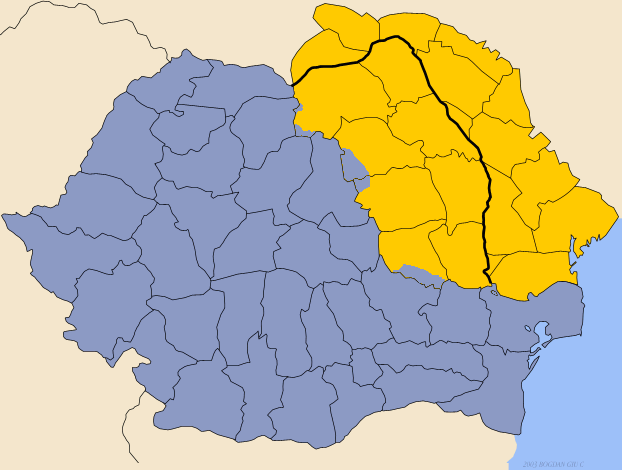
A Moldávia histórica em amarelo.
A zona à esquerda da linha negra pertence à Romênia

Moldávia (em romeno Moldova) é uma região geográfica e histórica compartilhada pelas atuais Romênia, Moldávia e, em partes, pela Ucrânia. Os territórios atuais da República da Moldávia e o nordeste da Romênia fizeram parte do antigo principado cristão da Moldávia, um reino vassalo do Império Otomano por mais de quatrocentos anos, autônomo e de maioria étnica e linguística romena de crença ortodoxa. 
A região Moldava dentro do território romeno é constituída de oito condados, totalizando 46.173 km² (19.5% da Romênia). Sua população total, em 2011, era de 4 178 694 milhões de habitantes (20.7% da população romena).

## Divisões históricas e administrativas
Historicamente a Moldávia é dividida em quatro regiões: a Bessarábia, o Budjak, a Bucovina e a Moldávia Romena. A Bessarábia designa, sobretudo, o território hoje ocupado pela República da Moldávia e o Budjak. A região de Herţa faz hoje parte da Ucrânia.
Administrativamente a Moldávia Romena é constituída por oito condados:
- Bacău
- Botoşani
- Galaţi
- Iaşi
- Neamţ
- Suceava
- Vaslui
- Vrancea